# Maria Magdalenakerk (Goch)
De Maria Magdalenakerk (Duits: Kirche St. Maria Magdalena) is de rooms-katholieke parochiekerk van Goch. De kerk kreeg grote bekendheid toen in de vroege uren van 24 mei 1993 de gotische toren uit de 14e eeuw volledig instortte. De in 2003 heilig verklaarde priester en missionaris Arnold Janssen werd in 1837 in deze kerk gedoopt.

## Geschiedenis
Opgravingen van 1950 en 1953 wezen uit dat de huidige kerk minstens twee voorgangers heeft gehad. Op de plaats van de romaanse voorganger werd een gotische hallenkerk gebouwd. Van de in 1323 gewijde kerk zijn het midden- en het noordelijk schip nog aanwezig. Oorspronkelijk was de kerk aan de stadspatroon Sint-Joris gewijd, maar de nieuwe kerk kreeg het patrocinium van Maria Magdalena. De lakenindustrie floreerde in Goch en daarmee groeide ook de wens om de kerk te vergroten. In de 15e eeuw werd daarom het zuidelijk zijschip afgebroken om plaats te maken voor een groter en hoog kerkschip. Ook hoogde men de toren op.

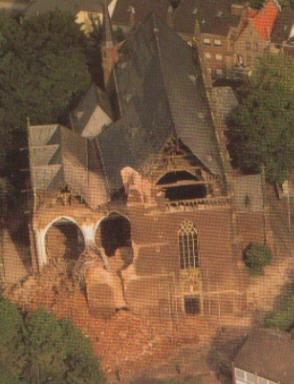
De Maria Magdalenakerk na de instorting van de toren (1993)

Na de reformatie bleef de bevolking van Goch in overgrote meerderheid trouw aan het katholieke geloof. Daarentegen bestond het stadsbestuur sinds 1617 uitsluitend uit protestanten. Vanaf 1600 was de Magdalenakerk een simultaankerk; de kerk werd zowel door katholieken als protestanten gebruikt. Maar in 1621 kregen de katholieken het gebouw weer geheel voor zichzelf. In ruil daarvoor werd het klooster van de Begijnen aan de Mühlenstraße overgedragen aan de calvinisten.
De kerk had een bijzonder rijk interieur. Dankzij de rijkdom van de stad door de lakenindustrie stonden er in de kerk 17 altaren. Tijdens de inname van Goch in 1625 door de bevelhebber van Nijmegen kwam het echter tot een beeldenstorm in de Maria Magdalenakerk. Omdat de Maria Magdalenakerk gesloten was voor hun calvinistische geloofsgenoten koelden zij hun woede op de kerk en vernielden binnen enkele uren alle altaren en de volledige inrichting inclusief de kansel, de beelden en de stenen monumenten. Slechts het oude sacramentshuisje, het doopvont uit 1516 en de beelden van Madonna met het Kind (14e eeuw) en Sint-Joris overleefden het vandalisme.
In de 17e en 18e eeuw werd het interieur geleidelijk aan weer aangevuld. Vermeldenswaardig is de barokke kansel.
De kerk leed opnieuw zware schade in 1945. Door het opblazen van een pijler werden 14 van de 22 gewelfvelden beschadigd. Het godshuis werd in de oude vorm hersteld.
Op 24 mei 1993 (2:27 uur) stortte de grote kerktoren uit de 14e eeuw geheel in. Oorzaken waren o.a. de late gevolgen van een grote brand in 1716, de te zware klokken in de toren en de verwoestingen aan het gebouw tijdens de Tweede Wereldoorlog. Gelukkig deden zich geen persoonlijke ongelukken voor, maar de schade aan het gebouw was enorm. Het lukte de parochie evenwel om de benodigde middelen (circa 6,7 miljoen DM) voor herstel van kerk en toren bijeen te brengen en tien jaar later, in 2003, werden de werkzaamheden aan de herbouw van de toren in moderne vormen voltooid.

## Orgel
De kerk heeft na de instorting van de toren nog geen nieuw orgel. Voor de bouw van een nieuw orgel werd inmiddels gekozen voor een ontwerp van de orgelbouwer Seifert te Kevelaer. Het doel is om het nieuwe orgel in 2018, 25 jaar nadat de toren instortte, in te kunnen wijden. Het orgel zal over 36 registers beschikken.

## Klokken
| Nr. | naam                    | gietjaar | gieter, gietplaats      | gewicht (kg) | toon |
| 1   | Maria Magdalena         | 2003     | Petit & Gebr. Edelbrock | 3100         | h°   |
| 2   | Christus                | 2003     | Petit & Gebr. Edelbrock | 1600         | d'   |
| 3   | Catharina de Siena      | 2003     | Petit & Gebr. Edelbrock | 1100         | e'   |
| 4   | Sancta Anna             | 1961     |                         | 880          | fis' |
| 5   | Maria                   | 1961     |                         | 480          | a'   |
| 6   | Alfons Maria de Ligouri | 2003     | Petit & Gebr. Edelbrock | 380          | h'   |